# Moudjahidines en Tchétchénie
Les moudjahidines en Tchétchénie (russe : моджахеды в Чечне, Muzhakhady v Chechnye ; arabe : المجاهدون العرب في الشيشان) sont des volontaires moudjahidines islamistes étrangers qui ont combattu en Tchétchénie et dans d'autres régions du Caucase du Nord.
Le groupe est créé par Fathi al-Ourdouni, en 1995 pendant la première guerre de Tchétchénie où il s'oppose à la fédération de Russie en faveur de l'indépendance de la Tchétchénie en tant que république tchétchène d'Itchkérie. Pendant la seconde guerre de Tchétchénie, il joue un rôle important dans la poursuite des combats.

## Nom
L'unité est connue sous plusieurs noms tout au long de son existence. Les exemples incluent les moudjahidines tchétchènes, le régiment islamique, le bataillon islamique, les arabes en Tchétchénie et les Ansâr en Tchétchénie.
Bien que l'écrasante majorité de l'unité ait toujours été composée de volontaires arabes, le groupe est aussi composé de membres non arabes, généralement des Kurdes, des Turcs et d'autres Caucasiens du Nord. Il ne doit pas être confondu avec le régiment islamique des forces spéciales (SPIR), la brigade 055 d'al-Qaïda ou la brigade islamique internationale de maintien de la paix (IIPB).

## Histoire
Les moudjahidines étrangers jouent un rôle important dans les première et seconde guerres de Tchétchénie. Après l'effondrement de l'Union soviétique et la déclaration d'indépendance tchétchène qui suivra, des combattants étrangers commencent à entrer dans la région et s'associent aux rebelles tchétchènes, notamment Chamil Bassaïev avec qui Ibn al-Khattab noue une amitié. Beaucoup d'entre eux sont des vétérans de la guerre soviéto-afghane et avant l'invasion russe, ont partagé leur expertise pour former des combattants tchétchènes.

## Première guerre tchétchène et période d'entre-deux-guerres
Pendant la première guerre de Tchétchénie, ils sont connus et redoutés pour leurs tactiques de guérilla, infligeant de graves pertes aux forces russes. Les moudjahidines ont également apporté une contribution financière importante à la cause tchétchène ; avec leur accès à l'immense richesse des organisations caritatives salafistes comme Al Haramein, ils deviennent rapidement une source de financement inestimable pour la résistance tchétchène, qui ne disposent que peu ou pas de ressources propres.
Après le retrait des forces russes de Tchétchénie, la plupart des moudjahidines décident de rester dans le pays, y compris Khattab qui épouse une femme du Daghestan. En 1999, les combattants étrangers jouent un rôle important dans la guerre du Daghestan. Bassaïev et Khattab créent la brigade internationale islamique de maintien de la paix composée de combattants tchétchènes. L'invasion commence en soutien aux rebelles séparatistes du Djamaat islamique du Daghestan. Après la bataille, ils se retirent en Tchétchénie. L'incursion fournit au nouveau gouvernement russe un prétexte pour intervenir et, en décembre 1999, les forces terrestres russes envahissent de nouveau la Tchétchénie.

## Seconde guerre tchétchène
Au cours de la seconde guerre tchétchène qui suivra, les moudjahidines arabes jouent un autre rôle important, à la fois pour la livraison de combattants et leurs contributions financières. C'est à cette époque que les Russes réussissent à éliminer les commandants moudjahidines les plus importants, Ibn al-Khattab et Abou al-Walid.

## Commandants

### En tant qu'unité des volontaires étrangers dans le Caucase du Nord
- Fathi al-Shishani (1995–1997)
- Abdourahman al-Zarki (Shishani) (1997–1999)[1]

### En tant que moudjahidines en Tchétchénie
- Ibn al-Khattab (1999–2002)
- Abou al-Walid (2002–2004)
- Abou Hafs al-Ourdani (2004–2006)
- Muhannad (2006-2011)
- Abdulla Kurd (2011)

## Structure
Le bataillon est principalement composé d'Arabes, mais aussi des caucasiens et des kurdes en nombre relativement restreint. Tous les émirs (dirigeants) connus décéderont au combat. Le premier émir est Ibn al-Khattab (Saoudien), tué en mars 2002 ; Abou al-Walid (Saoudien) lui succède, tué à son tour en avril 2004. Son successeur devient Abou Hafs al-Ourdani (Jordanien), tué en novembre 2006. Il est remplacé par Muhannad (Saoudien), tué lors d'un affrontement avec les forces de sécurité dans le village tchétchène de Serzhen-Yourt le 21 avril 2011. Quelques semaines plus tard, son successeur Abdulla Kurd (Kurde) est également éliminé. Le bataillon sera divisé en plusieurs unités de moudjahidines commandées par leurs émirs respectifs avant leur dissolution en 2012.